# 暴虐の蠍団 テイクン・バイ・フォース
| 専門評論家によるレビュー | 専門評論家によるレビュー |
| レビュー・スコア         | レビュー・スコア         |
| 出典                     | 評価                     |
| ------------------------ | ------------------------ |
| Allmusic                 | positive                 |
| Sputnikmusic             | [ 2 ]                    |

暴虐の蠍団 テイクン・バイ・フォース（ぼうぎゃくのさそりだん- Taken By Force）は、ドイツのヘヴィメタルバンドスコーピオンズの5枚目のスタジオアルバム。1977年にリリースされた。

## 概要
オリジナルのジャケットは、 Michael von Gimbutが撮影した墓地で銃を向け合っている写真だったが、テロを連想させるとして欧米ではメンバーの写真へ差し替えられている。
なお、日本では現在もオリジナル・ジャケットで発売されている。

## 収録曲
1. スティームロック・フィーヴァー - "Steamrock Fever" (3:37)
  - 作詞：クラウス・マイネ / 作曲：ルドルフ・シェンカー
2. 空を燃やせ - "We'll Burn The Sky" (6:26)
  - 作詞：モニカ・ダンネマン / 作曲：ルドルフ・シェンカー
3. 自由への叫び - "I've Got To Be Free" (4:00)
  - 作詞・作曲：ウルリッヒ・ロート
4. 炎のロック・スター - "The Riot Of Your Time" (4:09)
  - 作詞：クラウス・マイネ / 作曲：ルドルフ・シェンカー
5. カロンの渡し守 - "The Sails Of Charon" (5:16)
  - 作詞・作曲：ウルリッヒ・ロート

2001年リマスター盤は、4分23秒のエディット・バージョンで収録。
6. ユア・ライト  - "Your Light" (4:31)
  - 作詞・作曲：ウルリッヒ・ロート
7. 暴虐のハード・ロッカー - "He's A Woman - She's A Man" (3:15)
  - 作詞：クラウス・マイネ、ハーマン・ラレベル / 作曲：ルドルフ・シェンカー
8. 愛のために生きて - "Born To Touch Your Feelings" (7:40)
  - 作詞：クラウス・マイネ / 作曲：ルドルフ・シェンカー

2001年リマスター盤ボーナス・トラック
1. サスペンダー・ラヴ - "Suspender Love" (3:20)
  - 作詞：クラウス・マイネ / 作曲：ルドルフ・シェンカー
2. 暗黒の極限（ライヴ）- "Polar Nights" (Live) (6:56)
  - 作詞・作曲：ウルリッヒ・ロート
    - 蠍団爆発!! スコーピオンズ・ライヴのテイクと同一音源。

2015年リマスター盤（50thアニバーサリー・デラックス・エディション）ボーナス・トラック
1. サスペンダー・ラヴ - "Suspender Love" (3:24)
2. ビジー・ガイズ（デモ）- "Busy Guys" (demo, previously unreleased) (4:27)
3. ビリーヴ・イン・ラヴ（デモ）- "Believe in Love" (demo version, previously unreleased) (3:45)
4. ミッドナイト・ブルーズ・ジャム（デモ）- "Midnight Blues Jam" (demo, previously unreleased) (4:10)
5. ブルー・ドリーム（未完インストゥルメンタル） - "Blue Dream" (Unfinished Instrumental, previously unreleased) (4:10)
6. 愛のために生きて（デモ） - "Born To Touch Your Feelings" (demo version, previously unreleased) (5:05)